# Ginorita
La ginorita és un mineral de la classe dels borats. Rep el seu nom en honor de Piero Ginori Conti, de Florència (Itàlia), líder en el desenvolupament de la indústria del bòrax a la Toscana.

## Característiques
La ginorita és un borat de fórmula química Ca₂B₁₄O₂₀(OH)₆(H₂O)₃·2H₂O. Cristal·litza en el sistema monoclínic. La seva duresa a l'escala de Mohs és 3,5. És l'anàleg amb calci de l'estroncioginorita.
Segons la classificació de Nickel-Strunz, la ginorita pertany a «06.FC - Filohexaborats» juntament amb els següents minerals: tunel·lita, nobleïta, estroncioborita, estroncioginorita i fabianita.

## Formació i jaciments
Va ser descoberta a Sasso Pisano, a Castelnuovo Val di Cecina, a la província de Pisa (Toscana, Itàlia), on sol trobar-se associada a calcita. També ha estat descrita al Canadà, a l'Argentina, al Kazakhstan, a Rússia i als estats nord-americans de Califòrnia i Alabama.